# Michiyo Akaishi
Michiyo Akaishi (赤石 路代 Akaishi Michiyo?) es una conocida mangaka japonesa que nació en el 11 de octubre del año 1959 en Urawa(ahora Saitama) en Japón. Michiyo se graduó de la escuela para mujeres de Sitama (Dai-Ichi Girls High School). Después Michiyo fue a estudiar a la universidad Musashino Art. En el año 1979 lograría ganar su primer premio, el Shogakukan Shinjin Comic Award.
El primer trabajo de Michiyo que salió publicado fue Marshmallow Tea wa Hitori de en enero de 1980 por el editorial Bessatsu Shōjo Comic. Su historia, One More Jump, ganaría el prestigioso premio Shōgakukan en el año 1994 en la categoría shōnen (joven o muchacho).

## Trabajos

### Manga(Historia y Arte)
- "Alto" no "A"
- Alexander Daiou - Tenjou no Oukoku
- Alpen Rose
- Amakusa 1637
- Asterisk
- Cinema no Teikoku (or Cinema Empire)
- Desert Storm
- Fair Lady wa Namida wo Nagasu
- Fushigi no Rin
- Hime 100% (or Super Girl)
- Naisho no Half Moon
- One More Jump
- Private Actress (or P.A.)
- Saint
- Shichou Tooyama Kyouka
- Silent Eye
- Ten yori mo Hoshi yori mo
- Towa kamo shirenai
- Video J
- Yoru ga Owaranai[1]

### Manga (Arte)
- Moete Miko

### Series de televisión (Manga original)
- Honoo no Alpen Rose: Judy & Randy